# Guido Hinterseer
Guido Hinterseer (ur. 7 maja 1964 w Kitzbühel) – austriacki narciarz alpejski, czterokrotny medalista mistrzostw świata juniorów.

## Kariera
Największe sukcesy na arenie międzynarodowej Guido Hinterseer osiągnął w 1982 roku, startując na mistrzostwach świata juniorów w Auron. Jako pierwszy w historii zdobył medale we wszystkich konkurencjach. Najpierw zajął trzecie miejsce w zjeździe, przegrywając tylko z Francuzem Franckiem Piccardem i Austriakiem Haraldem Krennem. Następnie był drugi w slalomie gigancie, rozdzielając na podium Austriaka Günthera Madera i Johana Wallnera ze Szwecji. Ponadto zdobył brązowy medal w slalomie, a w kombinacji okazał się najlepszy.
W zawodach Pucharu Świata zadebiutował 26 stycznia 1981 roku Adelboden. Pierwsze pucharowe punkty wywalczył jednak 24 marca 1982 roku w San Sicario, zajmując jedenaste miejsce w gigancie. Najlepszą lokatę w zawodach tego cyklu uzyskał 22 stycznia 1984 roku w Kitzbühel, gdzie zajął czwarte miejsce w kombinacji. Walkę o podium przegrał tam z Philem Mahre z USA. Najlepsze wyniki osiągnął w sezonie 1983/1984, kiedy w klasyfikacji generalnej zajął 23. miejsce, w klasyfikacji giganta był dziesiąty, a w klasyfikacji kombinacji zajął siódme miejsce. Nie startował na igrzyskach olimpijskich ani mistrzostwach świata. Trzykrotnie zdobywał mistrzostwo Austrii: w gigancie i kombinacji w 1985 roku oraz w supergigancie w 1988 roku.
Jego ojciec, Ernst Hinterseer oraz bracia Ernst i Hans również uprawiali narciarstwo alpejskie, natomiast jego syn, Lukas jest piłkarzem.

## Osiągnięcia

### Mistrzostwa świata juniorów
| Miejsce | Dzień   | Rok  | Miejscowość | Konkurencja | Czas biegu  | Strata  | Zwycięzca      |
| ------- | ------- | ---- | ----------- | ----------- | ----------- | ------- | -------------- |
| 3.      | 4 marca | 1982 | Auron       | Zjazd       | 1:36,11 min | +1,12 s | Franck Piccard |
| 2.      | 6 marca | 1982 | Auron       | Gigant      | 2:24,67 min | +0,39 s | Günther Mader  |
| 3.      | 7 marca | 1982 | Auron       | Slalom      | 1:27,89 min | +0,89 s | Johan Wallner  |
| 1.      | 7 marca | 1982 | Auron       | Kombinacja  | ?           | -       | -              |

### Puchar Świata

#### Miejsca w klasyfikacji generalnej
- sezon 1981/1982: 87.
- sezon 1982/1983: 85.
- sezon 1983/1984: 23.
- sezon 1984/1985: 59.
- sezon 1985/1986: 97.
- sezon 1986/1987: 36.
- sezon 1987/1988: 86.

#### Miejsca na podium
Hinterseer nie stawał na podium zawodów PŚ.